# 聲の形
『聲の形』（こえのかたち、英題：A Silent Voice）は、大今良時による日本の漫画。最初の作品が『別冊少年マガジン』（講談社）2011年2月号に、リメイクされた作品が『週刊少年マガジン』（同社）2013年12号に掲載された。『週刊少年マガジン』（同社）にて2013年36・37合併号から2014年51号まで連載された。
2015年版『このマンガがすごい！』オトコ編で第1位、「マンガ大賞2015」で第3位を獲得した。第19回手塚治虫文化賞新生賞受賞作。
全日本ろうあ連盟監修のもと道徳教材化され2015年に30分の実写DVD化された。2016年には劇場版アニメーションが制作された。

## 概要
聴覚の障害によっていじめを受けるようになった少女・硝子と、彼女のいじめの中心人物となったのが原因で周囲に切り捨てられ孤独になっていく少年・将也の2人の触れ合いを中心に展開し、人間の持つ孤独や絶望、純愛や友情などが描かれる。物語は2人の小学校時代における出会いの回想から始まることになる。
舞台となる地名は架空のものが用いられるが、作中に描かれる風景は主に岐阜県大垣市をモデルとしている。
本作は、作者が専門学校時代に投稿した漫画の結果待ちをしている間に描いていた作品でもある。その着想は、作品の投稿当時から現在に至るまで育っているテーマ「人と人が互いに気持ちを伝えることの難しさ」の答えを作者自身が見つけ出せなかったため、「読者に意見を聞いてみたい」という気持ちで描いたという。その後、読みきりが掲載されて議論が起こった際には「嬉しかった」と感想を述べている。また、手話通訳者でもある作者の母親からの協力もあり、劇中では手話の場面が多く描かれる。なお、題名を「聲」の字にしたのは、調べた際にそれぞれ「声と手と耳」が組み合わさってできているという説があることを知ったためであることと、「気持ちを伝える方法は声だけじゃない」という意味を込めて「聲」にしたという。
タイトルはいずれも『聲の形』で副題等はないが、詳細部分が異なっておりこれらを区別するため最初の作品を「オリジナル版」、リメイクで読み切り掲載された作品を「リメイク版」、再リメイクで週刊連載されている作品を「週刊連載版」とする。

## 掲載と反響
作者である大今は2008年に当作品（オリジナル版）を『週刊少年マガジン』編集部に投稿し、第80回週刊少年マガジン新人漫画賞で入選を受賞する。当初は新人賞の副賞として『マガジンSPECIAL』2008年12月号にて掲載される予定であったが、聴覚障害者に対するいじめをテーマにしていることなど内容の際どさから掲載は見送られ、以降どこにも掲載されることなく一時「幻の作品」となった。
その後大今は2010年に創刊されたばかりの『別冊少年マガジン』にて『マルドゥック・スクランブル』（原作・冲方丁）の連載を開始。これがヒットすると、『別冊少年マガジン』の班長であった朴鐘顕は「どうしても（大今の）受賞作を読者に読んでほしい」との思いから、講談社の法務部および弁護士、さらに全日本ろうあ連盟とも協議を重ねた結果、オリジナル版が『別冊少年マガジン』2011年2月号に掲載された。このとき、ろうあ連盟からは「何も変えずそのまま載せてください」との評価を受けた。
このオリジナル版は該当号の読者アンケートで『進撃の巨人』『惡の華』『どうぶつの国』などの連載作を抑えて1位を獲得。これが後押しとなって『マルドゥック・スクランブル』の連載終了後の『週刊少年マガジン』への連載が内定するが、大今が連載版『聲の形』第1話の原稿をマガジン編集部の連載会議に提出した結果は「まずは読み切り掲載」。やむを得ず大今は第1話を読み切り用に作り直すことで対応し、リメイク版が『週刊少年マガジン』2013年12号に掲載された。リメイク版も発売翌日の18時までにTwitterで4000件を超え、掲載号のみ通常より売上が6万部伸びた。
リメイク版の評価は賛辞が多い一方で、作中の「あのときお互いの声が聞こえていたらどんなによかったか」という記述については批判もあり、Twitter上などで論議が交わされた。これに対して『別冊少年マガジン』の朴班長はTwitterで「『聲の形』へのご批判も出てきて少しほっとしました」とコメントしている。
反響の大きさから、発売翌週には正式に連載が決定。2013年8月7日発売の36・37合併号より連載開始した。
2013年11月15日に単行本の第1巻が発売され、数日後に重版決定。また、作品は予め全体の構成を細かく考えた上で連載されており、3巻発売直後の時点で担当編集者の鈴木一司がTwitterにて全7巻の予定である旨の発言を行っていた。『別冊少年マガジン』と『週刊少年マガジン』本誌に掲載された読み切りの2作品は単行本に収録されず、2016年に刊行された公式ファンブックに収録された。
2014年11月時点で累計発行部数200万部を、映画版が公開された2016年9月時点で累計発行部数300万部を記録している。
2015年6月には、全日本ろうあ連盟監修のもと道徳教材化され、30分の実写DVDが東映より発売された。また、神奈川県は2015年4月に施行した神奈川県手話言語条例に基づき、手話普及推進を図るため、本作とコラボレーションしたリーフレットを発行した。
岐阜県大垣市をモデルとしていることから、2015年7月12日のFC岐阜と横浜FCの試合（FC岐阜主催・長良川競技場）にて、コラボマッチを実施。競技場では『聲の形』の原画展やコラボグッズの販売・大今良時のサイン会・デフフットサル（聴覚障害者によるフットサル）関連イベントなどが行われた。
2017年2月12日より養老鉄道とのコラボ企画切符が発売されている。

## 賞歴・ノミネート・選出歴
- 第80回週刊少年マガジン新人漫画賞入選
- 第38回講談社漫画賞少年部門 ノミネート
- 2014年度「コミックナタリー大賞」第1位
- 「このマンガがすごい!2015」オトコ編第1位
- 「2014年コレ読んで漫画ランキング」4位
- 「マンガ大賞2015」 3位
- 第19回手塚治虫文化賞新生賞
- 「SUGOI JAPAN Award 2016」マンガ部門「SUGOI 20」ノミネート
- 2016年 YALSA（全米図書館協会）ベスト漫画（グラフィックノベル）10選
- 「この装丁がすごい！～漫画装丁大賞～2015」【完結賞】
- 2016年「アイズナー賞 最優秀アジア作品」候補
- 2016年マンガワ賞 少年部門 受賞
- 2016年日経エンタテインメント! 「ヒット番付」 東前頭16枚目[25]
- 2017年富川漫画大賞海外漫画賞 受賞

## あらすじ

### オリジナル版
石田将也のもとに勉強会へ招待する一本の電話がかかり、そこで西宮硝子の名前を聞く。話は過去に戻り、小学6年生の頃の将也視点で描かれる。
とある小学校に通学する硝子は聾唖者のため授業を止めることがあり、それが原因でクラス中から嫌われていた。クラスメイトの将也は執拗に硝子をいじめるが、度の過ぎた悪行が遠因してクラスにおいて吊し上げられた挙句、新たないじめの標的にされる。あまりにもあっけなく掌を返されてしまった彼を硝子は気にかけるが、結局、将也とは分かり合えず転校していった。
硝子の転校後、心ないことを言った将也に対し、またしても掌を返すように賛同した担任とクラスメイトを見たことで、将也は初めて自身のクラスにある、恐ろしいほどの異常さを痛感し、硝子のために自ら行動を起こすようになる。

### リメイク版
将也のクラスに転校してきた硝子は聴覚障害者であり、自己紹介でノートの筆談を通じてみんなと仲良くなることを希望する。しかし、硝子の障害が原因で授業が止まることが多く、同級生たちはストレスを感じる一方になっていた。そして合唱コンクールで入賞を逃したことをきっかけに将也を初めとするクラスメイトたちは硝子をいじめの標的とするようになり、補聴器を取り上げて紛失させたり、筆談ノートを池に捨てたりするなどエスカレートしていった。
度重なる硝子の補聴器紛失事件を機に、彼女の母親の通報によって校長同伴による学級会が行われるが、担任の竹内はいじめの中心人物であった将也のせいだと、威圧的に追及する。それに賛同する形でクラスメイトたちも次々と将也のせいだと主張し始め、自分たちも硝子に散々な仕打ちを行っていたにもかかわらず、彼らは皆自己保身のためだけに暗黙の団結を結んで、全ての罪を将也一人になすり付けようとしたのだ。これが、あまりにも信じられない光景に愕然とする将也が、硝子に代わる新たないじめの標的となる日々の始まりだった。
孤立した将也は、硝子よりも激しいいじめを受け続けることになり、上履きを隠す犯人を突きとめようと早朝に下駄箱で待ち伏せしていると、花を持った硝子が現れ、以前いじめを受けていたときと同様に、落書きされた机を拭いているのを目撃する。その後、新たないじめグループのリーダーとなった島田によって池に突き落とされ、それを目撃した竹内に事実を説明しても「嘘をつくな」と、我関せずな始末だった。島田たちの冷酷な嘲笑を受け、ボロボロになりながら一人歩く将也の前に硝子が現れ、傷ついた将也の顔を拭きながら彼女は優しく笑みを浮かべる。しかし、自分が散々いじめたにもかかわらず優しくしてくれる彼女にやるせなさや惨めさを感じた将也は反発してしまい、暴言を浴びせたことで取っ組み合いの喧嘩となり、それを遠因に硝子は転校した。
結局、硝子の転校後から卒業に至るまで、将也へのいじめはひたすら続いた。卒業式の日、落書きされた自分の机を一人拭いていた将也は、喧嘩別れしてしまった硝子がいつも拭いていた落書きだらけの机は、他ならぬ自分自身の机であったことに気付く。島田たちは、硝子をいじめていたときから、将也に対してもずっと机に嫌がらせを行っており、それに気付いた硝子は、将也が気付かないよう、いち早く学校に来て、彼の机の落書きを拭いていたのだ。自分を本当に想ってくれたのが、自分がいじめていた硝子ただ一人だけで、密かに守ろうとしてくれた彼女と分かり合えず失ってしまったことに、将也は自己嫌悪と後悔の涙を流し、自分なりの贖罪を行うことを決意する。

### 週刊連載版
高校生の少年・石田将也は、自分が過去に犯してしまった罪から、一人の少女の行方をずっと捜し続けていた。そして将也は、とある手話サークルの会場にて、捜し続けていた聴覚障害者の少女・西宮硝子と再会を果たすことになるが、彼女は驚きのあまり逃げ出してしまう。
二人の出会いは小学校の頃にまで戻ることになる。小学生の頃の将也は、友人として付き合いのあった島田や広瀬と度胸試しなる悪ふざけの遊びをしていたが、島田が塾に通いだして遊びから抜け、広瀬からも危険であることからやめようと言われ、以降将也は日々を退屈で持て余し始めていた。そんな時、転校生の少女・硝子が訪れ、彼女はノートに綴った自己紹介で自分は耳が聞こえないことを伝える。
硝子が転校してきて以降、耳が聞こえない彼女が原因で授業が思うように進まなくなることが多く、苛立ちを覚えるようになったクラスメイトたちは、将也が中心となって硝子をいじめるようになった。音楽教師・喜多の軽率な行動により硝子への風当たりは強くなる一方となり、また、日々数多くのいじめを硝子に行う将也であったが、その先に思いも寄らぬ「裏切り」が待っていた。
ある日、校長を中心としたクラスの学級会が開かれ、将也たちによる硝子の度重なる補聴器紛失によって170万円もの被害総額を出していたことが明かされた。将也は自分のしたいじめのもたらしてしまったことの重大さに気付き、内心動揺したものの、警察沙汰になる前に正直に名乗り出るべく手を上げようとしたその時、ずっと無関心に徹していた担任の竹内が将也を名指しで糾弾し始め、他のクラスメイトたちもそれに便乗して将也に全ての責任を押し付けた。それを機に、周囲に裏切られた将也が、新たないじめの標的となってしまう。
誰からも助けてもらえず、島田らに暴力を振るわれて倒れていた将也を、硝子は介抱しようとするが、将也は拒絶し取っ組み合いの喧嘩になる。その1ヵ月後、硝子は黙って転校していった。硝子がいなくなったことにより、彼女が朝に懸命に拭いていた机が自分の机であったことに気付く。そして卒業式の日、変わらず落書きされた机を拭いていた将也は、分かり合えぬまま終わってしまった硝子との関係に涙するしかなかった。
中学に進学しても、将也の孤独は変わらなかった。島田と広瀬の悪意によって、小学校時代の事実を都合のいい形で流布されてしまったことで、中学から知り合ったクラスメイトたちは、誰もが将也を避けるようになった。それでも何とか改善を試みるが、結局逆効果となってしまうだけだった。学生生活を満喫する島田たちとは対照的に、孤独を深めていった将也は誰も信じることができなくなり、高校への進学後、自らの報われない人生の末路を思い浮かべた将也は、遂に自殺を決意する。その前に、自分が犯した「罪」の贖罪をしようと、身辺整理等によって補聴器の弁償額と同額の金を集めた将也は、それを母の枕元に置き、硝子がいるという手話サークルの会場へと向かう。
そして将也は硝子と再会した。自らの後悔や謝罪と共に「友達」になって欲しいことを告げた将也の気持ちに、硝子は手を握る形で応えたが、そこへ彼女の母親が現れ、将也が持ってきた「筆談ノート」を川へ捨ててしまう。必死にそれを探そうとする硝子に、将也もまた橋から川へ飛び降りて筆談ノートを見つけ出し、硝子の母親に過去の謝罪をするが、彼女からはビンタされてしまう形で終わった。しかし、母親に引っ張られていく硝子から、手話で「またね」というサインを受けた将也は、心の中に変化が訪れ、自殺を思い止めることになる。
かくして、生き直す決意をした将也の、新たな日々が始まることになった。

## 登場人物
声優はアニメ映画版でのもの。

### 主要人物
物語は基本的に将也からの視点限定で描かれ、将也の視点からは分からない西宮家の日常や硝子の過去のみ結絃視点によって描かれている。ただし単行本6巻収録のエピソードでは将也が昏睡状態になっている間の出来事を描いており、将也や結絃以外の各登場人物それぞれの視点で少しずつ物語を描きながら全体の話を進めていく群像劇のような構成になっている。
石田 将也（いしだ しょうや）
声 - 入野自由（小学生時代 - 松岡茉優）
本作の主人公。
小学生時代の将也は幼稚で粗暴なガキ大将タイプでコミュニケーションが下手な少年。耳の聞こえない硝子に、好奇心からいじめを行ってしまう。元々退屈を極度に嫌い、それに対抗するかのように河川に飛び込んだり自分より体格の大きな者に喧嘩を売ったりするなど度胸試しを好む悪癖があった。硝子へのいじめもその延長線上に過ぎなかったのだが、それがあまりに度を過ぎたものになって学級裁判にかけられ、クラスから断罪される。
学級裁判以後、スクールカースト下位に転落した将也は、それまで仲が良かったクラスメイトから手のひらを返すようにいじめを受けるようになってしまった。それとは対照的に、いじめていたり取っ組み合いの喧嘩までしたりしたにもかかわらず最後まで自分を見捨てずに友達になろうとしてくれた硝子の優しさに気付く。しかし時すでに遅く、硝子は転校により学校を去っていた。中学生時代でも周囲に孤立させられ完全な人間不信に陥り、名のある高校に進学しても過去の罪から心を閉ざし、母親が立て替えて払った補聴器の弁償代を返済した後は自殺を考えていた（硝子と友達になったため思い直した）。
硝子への謝罪と感謝の気持ちを伝えようと将也は独学で手話を学びながら硝子を捜していた。ようやく5年後、高校3年生になった硝子と再会する。
再会後は自分が奪ってしまった硝子の幸せな小学生時代を取り戻すことに使命感を抱き、献身的に硝子に尽くそうとする。しかし、それは同時に自分が背負っている過去の罪への意識、自己否定、トラウマと向き合う辛い行動でもあった。
硝子と植野の両方から好意を寄せられているがそのことに気付かず、また、自身の中に生まれている硝子への好意にも当初は向き合えていなかった。
永束が企画した映画の撮影中、小学生時代に硝子をいじめていたことを川井が言いふらしたのではないかと疑心暗鬼に陥り、周囲との関係を悪化させてしまう。その件を苦に硝子が投身自殺を図ったときは、救出こそ成功するが自らは力尽きて転落し、一時は意識不明の昏睡状態となる。回復直後に硝子を求め、想いを伝え合い、改めて過去を乗り越えて歩み寄るに至る。
本編では母親・姉・姪・マリアとの4人暮らしで、20歳となった最終話時点では義兄・ペドロも同居する。自宅は母が一人で切り盛りする理髪店「HAIR MAKE ISHIDA」。将来は理容師になって母親の跡を継ぐことを考えている。
作者曰く「彼は私自身の分身として描いています。私が感じたり考えたりしていないことや、できないことは、石田にもさせられないんです。」とのこと。
西宮 硝子（にしみや しょうこ）
声 - 早見沙織
本作のもう一人の主人公。
先天性聴覚障害を持つ少女。補聴器をつけても会話はほとんど聞き取れないほど障害の程度は重く、発話も不完全で他者には内容が聞き取りづらい。
聴覚障害が発覚したのは3歳のとき、父親は硝子の障害を知ると責任を母親になすりつけ離婚した。
母親の方針もあって、小学校は特別支援学校ではなく普通校でのインクルージョン教育を選択する。しかし度重なるいじめを受け、将也のいた水門小学校のあとは、同校での担任だった竹内からの強い勧めもあって特別支援学校に移った。
小学校での硝子は、クラスに溶け込み友達を作ろうと努力するが結局うまくいかなかった。特別支援学校への転校以降、将也と再会するまでは孤独で内向的な生活を送っていた模様だった。しかし将也との再会後は、小学校時代の旧友との交流が復活するなどめまぐるしい人間関係に翻弄される。
幼い頃からコミュニケーションでの失敗経験を繰り返したため、他人と意見をぶつけあうことが苦手で、周囲と摩擦が起こったときには愛想笑いでごまかすことが多かった。結果としてそれが「周りに相談もせずに身勝手なことをする」といった印象となることも少なくなく、クラスメイトから敬遠されていく遠因ともなった。
自分のために手話を覚え、（過去に度の過ぎたいじめを行った罪悪感からとは言え）献身的な行動をとる再会後の将也に好意を寄せるが、その気持ちは将也にはなかなか伝わらなかった。
永束が企画した映画の撮影中の一件で周囲との関係が悪化してしまい、その件を苦に投身自殺を図ったが将也に助けられる。代わりに将也が転落し意識不明の昏睡状態に陥らせたが、この一件をきっかけに改めて自身の課題へと向き合っていくことを決意する。そして将也の自暴自棄が引き金で頓挫していた映画製作を再始動させるのに一役買い、これを達成させる。
祖母・母親・妹（結絃）との4人暮らし（連載開始時点）。自宅はマンションの一室、母親は病院勤務。将来は理容師になることを志し高校卒業後は上京して進学した。
誕生日は6月7日。作中で判明した時点では将也よりも先に18歳を迎えていた。
作者曰く「西宮は優しいからああしているわけでも、強いから、弱いから、といったわけでもないんです。彼女は、彼女なりにたくさん考えた結果、ああするしかない、というだけなんだと思います。」とのこと。

### 水門小学校の関係者達

#### 将也のクラス（6年2組）
竹内を担任とする将也や硝子の在学するクラス。
将也とクラスメイトたちは同じ中学に進学したが、卒業後はそれぞれ別々の高校に進学した。作者によれば、「高校編にも島田らを登場させ、その心境を描いていく予定」とのこと。
植野 直花（うえの なおか）
声 - 金子有希
小学校時代の将也のクラスメイトで、黒髪ロングの少女。
オリジナル版、リメイク版では単なる「クラスの女子」の1人に過ぎなかったが、連載版では大きくその役割を変え、物語を動かすキーパーソンとなっている。そのため、以下は連載版での設定について記載する。
気が強く、自分の思った言動や行動をすぐ実行にうつす真っ直ぐな性格。しかし、相手を見下した高圧的な態度を取りがちである。また、自分の納得出来ない時や追い詰められたりすると、暴力を振るったり、暴言を浴びせたりするなど乱暴でヒステリックな一面がある。
小学校時代、明るくさばさばした姉御肌の性格もあって、転校してきた硝子の世話役をなりゆき的に任される。しかし、その負担の大きさの割に担任教師からの理解や支援もなく、次第に不満を募らせるようになる。その結果、自身も硝子の筆談ノートに悪口を書き込むなどの陰湿ないじめを行う。しかし将也が高額な補聴器を壊すという直接的ないじめで学級裁判で吊るし上げられたとき、自身に火の粉が降りかかるのを避けるため、結果として将也を売る発言をしてしまった。
植野は実は密かに将也に好意を寄せ続けていたのだが、学級裁判以降いじめられっ子に転落した将也の味方になる勇気を持つことができず、そのまま中学卒業まで将也へのいじめの傍観者だったことを悔やんでいる。その一方で将也が転落し、関係が壊れてしまった原因は硝子が転校してきたことにあると考え、硝子に対し反感を持っていた。
高校では佐原と同じ「太陽女子学園」に進学し、服飾を専攻している。才能が開花し学内のデザインコンテストでは金賞を獲得、3年生になり東京の専門学校への進学を決心する。「にゃんにゃん倶楽部」という猫カフェで店員としてアルバイトをしている。
残り少ない地元での高校生活が終わるまでに心残りだった恋心を伝えようと川井を通じて将也と再会する。しかし結果的に将也との間にはもはや縮むことのない距離ができてしまい、後に永束が企画した映画の撮影中の一件で人間関係が悪化し、その件を苦に投身自殺を図った硝子を将也が助けた代わりに転落し意識不明の昏睡状態となった出来事をもって、そのことを突きつけられてしまう。
作者曰く「彼女は、小学校時代も、高校生になった今でもそうですが、石田と西宮のふたりと同じ時や場所を共有していますが、彼らとは違う視点で石田と西宮の物語を捉えているキャラです」とのこと。
佐原 みよこ（さはら みよこ）
声 - 石川由依
リメイク版から登場した女生徒。そばかすが特徴。硝子の世話役を任された植野の負担を軽減するため、手話を学ぼうと硝子や喜多をフォローする。しかし、そのことで逆にクラスメイトから「点数稼ぎ」と罵られるようになり、卒業式の日まで不登校だった。そのため、硝子が将也にいじめられていたことや将也がクラスメイトにいじめられていたことも知らない。
後に将也と同じ中学校に進学した。しかし保健室登校だったため将也との交流はほとんどなかったが、手話の本を読み続けていた。進学した高校では偶然植野と同じクラスとなり、学内コンテストでは植野に次いで銀賞を受賞した。
硝子の再会を望む意思とそれを支援する将也の尽力によって硝子と再会を果たし、以後は交流が再開している。身長が急激に伸びており、モデルのようなスタイルの良さから後輩たちには憧れの的となっている。
川井 みき（かわい みき）
声 - 潘めぐみ
小・中・高と学級長を務めており、眼鏡をかけている女生徒。真面目な優等生だが周囲に八方美人的な態度を取り、自分が追い詰められると相手を悪者扱いする利己的・保身主義的なところがある（将也曰く「自分がかわいいだけ」）。クラスメイトの硝子には直接的ないじめこそ行っていなかったが、陰では植野と一緒に散々悪口を言っていたという。
中学も高校も将也と同じ学校に通っており、高校編となってからはクラスも同じになっている。自分の魅力を自覚してからは髪形を変え、眼鏡からコンタクトレンズに変えた。高校でクラスメイトになった真柴に好意を持っており、積極的にアプローチしているが、彼からは見下されている。植野とは高校が分かれたあとも交流が続いており、彼女の将也への好意も知っているため、なにかと二人のキューピッド役を買って出ている。
常に学生生活に一生懸命取り組んできたという自負心も相まって、自分が硝子をいじめていた自覚は皆無で、障害者である硝子と交流を持ったことは自身の良い経験になったと信じ込んでいる。また、将也がクラスメイトに裏切られる形でいじめに遭ったことは当然の報いであると考え、後にそのような八方美人的性格を「心底気持ち悪い」と思わぬカタチで指摘されることとなる。
島田 一旗（しまだ かずき）
声 - 西谷亮（小学生時代 - 小島幸子）
将也を中心としたいじめに加担した男子生徒。当初は将也と仲が良く、共に硝子をいじめていた。しかし将也の幼稚さやいじめをすることには思うところがあったことが後に示唆されており、いじめ発覚後は将也を裏切る形でいじめの対象とする。育ちが良く、家の束縛が厳しいらしく、将也の自由奔放さが彼にとって癒しになっていた。将也のいじめに対しては一応ではあるが諌めていたこともあり、状況を冷静に判断出来るだけのずる賢さを持っている。
中学でも小学校時代の将也のことを吹聴して孤立させた結果、将也にトラウマを刻み付け、将也にとって会いたくない人物の一人になる。
高校編ではそれまでが嘘のように一切いじめに干渉しなくなり会うこともなくなったが、将也たちが遊びに行った遊園地で売店の店員をしていたところを植野の差し金で再会する。将也にとっては会いたくない島田と苦い再会をする破目になり結局口も利かずに終わり、植野は立場を悪くしただけとなった。
後に投身自殺を図った硝子を止めた代わりに転落し瀕死となった将也を助けたことが植野から語られているが、結局将也と和解したかは最後まで明かされなかった。
小学生の頃にピアノを母親に習わされており、合唱コンクールでピアノを担当した。音楽関係の仕事に就くことを考えており、永束の制作映画で音楽を担当していた。高校卒業後、音楽修業のためにフランスに旅立っている。
広瀬 啓祐（ひろせ けいすけ）
声 - 増元拓也（小学生時代 - 武田華）
将也を中心としたいじめに加担した男子生徒。肥満体型が特徴。島田同様に将也と仲が良く、硝子いじめにも加担していたが、島田につき従う形で将也を裏切っていじめるようになる。
中学でも島田と共に小学校時代の将也のことを吹聴して孤立させ、将也にとって会いたくない人物の一人になる。高校編では一切いじめに干渉しなくなり会うこともなくなった。
後に投身自殺を図った硝子を止めた代わりに転落し瀕死となった将也を島田と共に助けたことが植野から語られているが、将也と和解したかは島田同様に最後まで明かされなかった。
成人式を迎えた時点ではそれまで未登場だった女性と結婚しており、幼い娘がいる。
竹内（たけうち）
声 - 小松史法
将也たちの担任を務める男性教師。眼鏡をかけている。抑揚に乏しく冷淡な態度が目立つ。障害を持つ硝子についても積極的に受け入れたわけではないようであった。硝子への支援をクラスに丸投げし、障害をからかう将也の冗談を咎めようとせず、一緒に笑ったこともある。喜多の指導に水を差して制したり、学級内のいじめを「自己責任」と黙認したりするなど放任、責任回避傾向がある。
週刊連載版では、将也が硝子をからかっているのを見かけた際には職員室で注意をしている。しかし将也に対しては「やり過ぎはよくない」といった趣旨の簡単な注意しかしておらず、校長同伴で硝子へのいじめに対する学級会が開かれた際に真っ先に将也に疑いをかけ、将也が人間不信になる原因を作った張本人。
高校編でも将也たちの母校の小学校に在籍している。その真意は不明だが手話をマスターしたようで、硝子の手話を読み取っている描写がある。しかし小学校時代、いじめられっ子に落ちた将也に冷ややかな態度を取りながら、名のある高校に入ったと知るや評価を一変させるなど、問題教師ぶりは変わっていなかった模様である。

#### その他の関係者
喜多（きた）
リメイク版から登場。ショートヘアとタンクトップが特徴である音楽担当の女性教師。合唱コンクールに向けての練習で、硝子が訴えた「歌えるようになりたい」という意思を尊重して彼女の参加を補佐、審査員にも厳正な審査を依頼する。しかしコンクールの結果は散々で硝子はいじめられるようになってしまう。
週刊連載版では、きこえの教室（難聴学級）の教師として登場。硝子のために皆（喜多自身も含む）が手話を覚えることを提案する。しかし結果的にこの行動は、佐原の不登校や硝子とクラスメイトたちが溝を深めることとなってしまう。
高校編にも登場。硝子の祖母・いとに助けられたことがあり、彼女の通夜に参列していた。
校長
リメイク版から登場。男性の校長。硝子の補聴器の被害総額が170万円であることを児童に打ち明けるが、竹内を初めとする将也のクラスの中にあった「異常さ」については、全く気付かなかった。

### 東地高校
将也の学園関係者。偏差値は高い。水門小学校の教師・竹内の卒業した高校でもある。
永束 友宏（ながつか ともひろ）
声 - 小野賢章
高校編から登場。将也のクラスメイト。モコモコ頭と小柄で小太りが特徴の少年。殺伐とした雰囲気になりがちな本作のコメディリリーフ的な役割を持つ。
登場人物では数少ない良識的な性格でノリが良いほか、家庭的な面がある。また、情に厚く結絃が将也を追い返した際に結絃の胸倉をつかみ一喝したり、結絃が犯した事件のことで一緒に謝ったりするなど、芯が強く思いやりがある。将也が高校に入ってから初めてできた友達で、彼から「永束君」と君付けで呼ばれている。永束から将也への呼称は「石田君」「将也」「やーしょー」などと変則的に変わる。
昼休み、不良に自転車を奪られそうになったところを将也に助けられ、代わりに貸し出したために盗まれた将也の自転車を見つけてきたことがきっかけで友達となる。以降は彼の良き理解者となり、行動を共にすることが多くなる。しかし馴れ馴れしくかつ見栄っ張りな一面が災いし、交友関係は少ない。
植野が将也に宛てたラブレターを自分宛として受け取ってしまい、手違いを訴える彼女の手を取り愛の告白をする。その際に口汚く罵られたことで植野に対し苦手意識を持つ。2巻では箸、4巻では鉛筆を右手に持ち、5巻では鉛筆、6巻ではペンを左手に持つなど、物語の前半と後半で利き腕が逆になっている。
真柴 智（ましば さとし）
声 - 豊永利行
高校編から登場。将也のクラスメイト。面白い人物として将也に目を付けていたらしく、あるきっかけにより将也の交友関係の輪に入って来ることになる。性格は基本的に穏やかで、いつもニコニコしているが、どこか歪んだ部分を持つ。
クラスメイトに眉毛のことでいじめを受けた過去がある。それゆえに現在もいじめなどを黙って見過ごせない性格で、いじめ現場やいじめっ子などに立ち会うと人が変わったように冷酷になる。また、うざったい所のある永束に「笑顔」で辛辣に接したり、自身に好意を向ける川井に対しても彼女の内面を見抜いて冷淡にあしらったりするなど特定の相手に対しても態度は冷たい。永束が企画した映画の撮影許可を得るために水門小を訪れるが、将也と硝子を侮辱する竹内の発言への怒りから水をかけた。
かつて自分にいじめを行った者たちの子供がいかに育つのかを見届けるために教師となることを考えていた。しかし最終的には、本当に自分がやりたいことは教師ではないことに気付き、違う道を探している描写がある。

### 主要人物の血縁者
西宮 結絃（にしみや ゆづる）
声 - 悠木碧
連載版で初めて登場したキャラクター。硝子の妹（年齢は硝子の約3歳下）で中学生であるが、不登校で学校には通っていない。
少年のような外見で自分のことを「オレ」と呼ぶ。そのため、将也・永束・植野はいずれも初めて会ったときには結絃のことを男性だと思い込み、硝子の妹だとは気付かなかった。
幼い頃から姉のことを慕うがゆえに、その姉に偏見をぶつけたりいじめたりする周りの人間を憎んでいた。髪を短く切って男性のように振る舞うようになったのも、姉を守るための「強さ」を子どもなりに表現したものでもあった。
硝子の補聴器を何度も壊され、筆談ノートを池に捨てられたあげくに硝子がボロボロになるまで取っ組み合いの喧嘩をした相手として将也の名前を知っている。また、よりによってその将也が硝子に会いに来て親密になろうとしてきたことに憤りあらゆる手を使って妨害するものの、将也が邪心なく心から硝子のことを思い、また硝子もそんな将也に心を動かされて明るく積極的な性格に変わっていくのを目の当たりにした。このことから一転して二人の関係を応援するようになる。そして、自らも将也を兄のように慕うようになる。
一方で結絃自身も母親との関係が悪く、社会に対する疎外感もあって不登校で家出を繰り返すという問題を抱えている。
趣味は写真撮影で、いつも一眼レフカメラを首から下げているが、撮影するのはもっぱら動物の死骸ばかりである。その理由は硝子が小学生時代にいじめを苦に自殺を考えていたことに対し、動物の死骸の写真を見せることで自殺を思いとどまらせるためであった。市のコンクールで優秀賞を受賞した。
学校に行っていないため当初は成績が悪かったが、将也の教えで少しずつ成績が上がり、植野や佐原の通った「太陽女子学園」に進学する。
石田 美也子（いしだ みやこ）
声 - ゆきのさつき
週刊連載版から登場。将也の母親。床屋を営んでおり、番外編では硝子の散髪を行う。将也に対して、硝子いじめの件を嘆きながらもきちんと叱る描写はなかった。また、将也の姉が彼氏を取っ替え引っ替えで家に連れ込むことに対して注意も見られず、教育面でかなり放任主義的なところも見られる。
しかし、それでも親としての愛情や責任感はある。硝子の補聴器の被害総額170万円を即日弁償し、子供にも普段から優しく接するなど、作中に問題の多い大人が多く登場する中では数少ない良識的で子想いの人物である。
高校編では、将也が補聴器の弁済額を親に返済したことを喜び将也を祝したが、身辺整理された異常な部屋の様子を見て息子の自殺の可能性に勘付く。自殺を思いとどまらせようと返済された170万円を燃やすと脅しをかけ、既に自殺をやめていた将也の謝罪を受けて安堵する。しかしその弾みでお金の入った封筒に火が付き燃え尽きてしまう。今度は生きる意志の下で弁済することを約束させ、笑顔で息子を送り出した。
1人で仕事も家事もこなすため、作中では食事をホットプレートを使って調理することが多い。
連載中は名前が設定されていなかったが、劇場版アニメ化の際に大今良時とスタッフの打ち合わせで名前が決まった。
将也の姉
声 - 濱口綾乃
週刊連載版から登場。恋愛が長続きしておらず、彼氏を変え続けている。「人生は退屈との戦いだ」と将也に説いていた。
高校編では31人目の彼氏・ペドロとの間に生まれた娘のマリアを育てながら仕事をしている。変わらず将也たちと暮らしていることからも、シングルマザーになっている模様。
母親と異なり出番は少ない上に、作中では顔が描かれていない。将也が成人になった時点では再びペドロと暮らしており、二人目の子供を妊娠している。
石田 マリア（いしだ マリア）
声 - 鎌田英怜奈
高校編から登場。将也の姪（将也の姉の娘）で保育園児。父親はブラジル人のペドロであり、日伯のハーフ。
天真爛漫な性格であり、叔父の将也を「しょーたん」と呼び慕っている。将也が幼稚園に迎えにきたあとの公園にて、家を飛び出した結絃を見つけた。いつでもどこでも寝ている場面が多い。
西宮 八重子（にしみや やえこ）
声 - 平松晶子
週刊連載版の番外編から登場。硝子と結絃の母親。高校編の回想によれば、医療関係の仕事をしている。硝子を「クソガキ（硝子のクラスメイトなど）に舐められないように」と無理矢理ベリーショートの髪型に変えようとする、母親でありながら手話を覚えようとせず、家庭内でも食事中の手話を禁じ、将也当人の前で「下品な顔…親子そっくりね」と母子共に罵るなど、強引で冷淡な面が目立つ。
高校編では若干やつれた雰囲気になっている。将也と再会した際は問答無用で彼を平手打ちした。不登校である結絃とは関係が悪く、彼女からは陰で「バカ親」呼ばわりされており、彼女が家出しても探しに行かないなどほとんど無関心を貫いていた。行方の分からなくなった硝子を探していた際は自分から石田家を頼ったが、将也が結絃と共に探し出した際は感謝も謝罪の言葉もない代わりに、「（将也が今現在反省したとしても）硝子の小学生時代は帰ってこない」と言い放った。しかし自分の傘を将也に渡すなど、徐々に歩み寄りを見せるようにもなった。
自分にも他人にも厳しくすることで自分も娘たちも強くなることができると信じており、人前では涙を見せず、硝子が小学校でいじめに遭っていることを知りつつも、硝子が自分で解決することを望んで限界まで耐えていた。実母（硝子と結絃の祖母）のいとが亡くなった際も泣かなかったことから結絃には幻滅されていたが、台所で1人で泣いているところを将也に目撃される。いとの通夜で結絃を連れてきた将也に、「結絃と仲良くしてくれてありがとう」と感謝の言葉を述べた。
強引で冷淡な態度には自己中心的で傲慢な元夫親子に原因がある。自身が硝子を産んで3年後に硝子の聴覚障害が発覚すると、夫とその両親から一方的に責任を押し付けられ離婚された過去がある（それを前後して結絃を妊娠）。母親として強く振る舞うことで自分の娘たちにも強くなって欲しいと思っていると実母のいとは語っている。
将也の母親とも当初は折り合いが悪かったが、将也が投身自殺を図った硝子を助ける代わりに昏睡状態に陥った際には謝罪し、後に一緒に酒を飲んで愚痴を言い合った際に意気投合した様子である。
石田母同様、連載中は名前が設定されていなかったが、劇場版アニメ化の際にスタッフが作者と打ち合わせの上で名前を決定した。
西宮 いと（にしみや いと）
声 - 谷育子
高校編で登場。硝子と結絃の祖母。孫姉妹の自己を尊重する最大の理解者であり、特に結絃からはとても慕われている。結絃が所持しているカメラも彼女が買い与えたものである。老人会を休んでまで手話教室に通いつめて手話を覚えており、硝子とも会話ができる。娘（硝子と結絃の母）からは孫を甘やかすなとつらく当たられているが、娘の真意を理解しており、実際は心の拠り所となっていた。西宮家の夕飯の支度はもっぱら彼女が行っている。
ある日突然亡くなってしまうが、生前結絃に手紙を遺しており、強く厳しく振る舞おうとする姉妹の母の真意を伝えた。本編で登場したのは亡くなる少し前を描いた29話のみで、西宮家の過去を描いた回想シーンや番外編での登場が中心となる。
硝子の父
高校編の回想に登場。自己中心的で傲慢な性格であり、硝子の聴覚障害の責任を八重子に押し付けて離婚した。
硝子誕生以前に何らかの感染症を持っており、それが八重子に伝染したことが硝子の障害の原因とも言われており、離婚はその責任から逃れる目的があった可能性もある。その後の消息は不明。
硝子の祖父母
高校編の回想に登場。硝子の父方の祖父母。
夫婦そろって息子と同じく自己中心的で傲慢な性格であり、硝子の聴覚障害が発覚すると、障害者の存在で自分たちの世間体が傷つくことを恐れる余り、一方的に責任を硝子の母に押し付けた。いとや孫の硝子に対しても「親子そろって世間知らず」「あんな孫はいらん」と、罵声を浴びせた。その後の消息は不明。

### その他
ゆーたろー
小学校編に名前のみの登場。将也の姉の29人目の彼氏。島田の言及によれば、将也に靴を買い与えるなど親切な人物であったことが示唆されているが、将也の姉とは別れた。
げんき
小学校編に登場。将也の姉の30人目の彼氏。ガラの悪い男。弟が将也に殴られたことを聞き、将也を待ち伏せて暴行する。その後すぐ、将也の姉と別れたことが確認できる。
デラックス
小学校編に登場。げんきの弟。デラックスは島田が付けたあだ名。本名は作中では明かされていない。兄のげんきとは似ておらず、肥満体。首にタオルをかけている。小学校編では他校（第二小学校）の生徒であり、島田と同じ塾に通っていた。
図々しくてあくどい性格であり、将也たちが飛び込みをしているスキに将也の靴を盗んだ。靴を盗んだ復讐として将也に殴られ気絶し、その際の出来事に逆恨みし、兄・げんきに告げ口した（げんき曰く、人一倍繊細とのこと）。
結絃の回想にも登場しており、硝子を「ミミナシ」と呼んでいじめていた。
ペドロ
声 - 綿貫竜之介
小学校編に登場。将也の姉の31人目の彼氏。がたいのいいブラジル人。将也の姉との間に娘・マリアが誕生した。その後行方をくらましていたことから将也の姉とは別れたと思われていたが、最終話にて将也の姉、娘・マリアと再会し共に暮らすこととなった。
映画版では将也が退院した直後に石田家に住んでいる描写がある。
刃ヶ谷 龍月（はがたに たつき）
高校編に登場。ストーリーアナリスト兼マルチエディター。ワカメっ毛と無精髭が特徴の男性。新人映画試写会では特別ゲストとして参加した。
傲慢かつ冷徹な性格であり、大衆の前で永束たちの制作した映画を侮辱したほか、「妖精の服が安物でポルノを見てるようだ」「真柴の眉毛が太い」「音楽も最低」等、毒舌かつ罵声を浴びせた。このことで将也や島田は彼を「映画の良さが何もわからない奴」「糞みたいな奴」と評している。
佐原親衛隊
太陽女子学園の佐原・植野の後輩4人組。佐原を「スタイルの良い先輩」と慕っている。4人とも名前は不明だが、それぞれのキャラクターは明確に描き分けられている。
将也と硝子が佐原を捜しに太陽女子学園を訪ねたとき、校門近くの道路に直接座り込んで牛乳を飲んだりカップラーメンをすすっていたりして、あまり頭はよくなくガラも悪そうではあるが、根は善良なようである。本人たちは自覚していないが、自分に自信をなくしていた佐原を立ち直らせるきっかけをつくった。また西宮結絃にも目をかけて、結絃が不登校を解消し、高校進学するきっかけにも貢献している。

## 書誌情報

### 漫画
単行本表紙は原則として左に将也、右に硝子が描かれる配置となり、他の主要人物は描かれない（6巻は硝子のみ）。2人の服装や背景は収録話の季節や内容に基づいたものとなっている。
- 大今良時 『聲の形』 講談社〈講談社コミックス〉、全7巻
  1. 2013年11月15日発行（同日発売[33]）、ISBN 978-4-06-394973-5
  2. 2014年1月17日発行（同日発売[34]）、ISBN 978-4-06-395004-5
  3. 2014年3月17日発行（同日発売[35]）、ISBN 978-4-06-395036-6
  4. 2014年6月17日発行（同日発売[36]）、ISBN 978-4-06-395111-0
  5. 2014年8月16日発行（同日発売[37]）、ISBN 978-4-06-395165-3
  6. 2014年10月17日発行（同日発売[38]）、ISBN 978-4-06-395221-6
  7. 2014年12月17日発行（同日発売[39]）、ISBN 978-4-06-395268-1
- 大今良時 『聲の形 公式ファンブック』 講談社〈講談社コミックスデラックス〉、2016年9月16日発行（同日発売[40]）、ISBN 978-4-06-393068-9

### 漫画（海外版）
2017年12月時点で以下の海外版が発行されている。ロシアを除く欧米圏において書籍題名は英語の"A Silent Voice"に統一されているが、ロゴがそれぞれ異なる。
| 発行国       | 言語           | 書籍題名              | 既刊巻 |
| ------------ | -------------- | --------------------- | ------ |
| アメリカ     | 英語           | A Silent Voice        | 1 - 7  |
| フランス     | フランス語     | A Silent Voice        | 1 - 7  |
| スペイン     | スペイン語     | A Silent Voice        | 1 - 7  |
| イタリア     | イタリア語     | A Silent Voice        | 1 - 7  |
| ドイツ       | ドイツ語       | A Silent Voice        | 1 - 7  |
| ロシア       | ロシア語       | Форма голоса          | 1 - 7  |
| ポーランド   | ポーランド語   | Kształt twojego głosu | 1 - 7  |
| 台湾         | 中国語         | 聲之形                | 1 - 7  |
| 韓国         | 韓国語         | 목소리의 형태         | 1 - 7  |
| タイ         | タイ語         | รักไร้เสียง              | 1 - 7  |
| インドネシア | インドネシア語 | The Shape of Voice    | 1 - 7  |
| ベトナム     | ベトナム語     | Dáng hình thanh âm    | 1 - 7  |

### 小説
講談社コミックス『聲の形』全7巻のノベライズ作品で上巻はコミックスの1 - 4巻を、下巻はコミックスの5 - 7巻を収録している。ノベライズにあたり、大今良時がカバーだけでなく10点を超える本文イラストを描き下ろしており、また、大今が追加を希望した、小説でしか読めないシーンも収録されている。なお、映画版のノベライズやそれを元にしたオーディオブックとは関連はない。
- 大今良時（原作・絵） / 倉橋燿子[注 21]（文） 『小説 聲の形』 講談社〈講談社青い鳥文庫〉、全2巻
  1. 「上」2019年3月14日発行（同日発売[41]）、ISBN 978-4-06-515212-6
  2. 「下」2019年4月25日発行（同日発売[42]）、ISBN 978-4-06-515224-9

## アニメ映画
監督は山田尚子、制作は京都アニメーションが担当。2016年9月17日に全国公開された。
公開館数は120館と小規模であったが、興収23億円を突破。第40回日本アカデミー賞優秀アニメーション作品賞や、第26回日本映画批評家大賞アニメーション部門作品賞、第20回文化庁メディア芸術祭アニメーション部門優秀賞などを受賞した。

## ミュージカル
イッツフォーリーズ公演 ミュージカル『聲の形』は2023年10月4日から8日にサンシャイン劇場にて上演。

### キャスト
- 西宮硝子 - 山﨑玲奈
- 石田将也 - 島太星
- 永束友宏 - 宮下雄也
- 植野直花 - 大西桃香
- 西宮結絃 - 大川永 / 徳岡明（Wキャスト[注 22]）
- 川井みき - 河内美里
- 硝子の母 - 田中愛実 / 澤田美紀（Wキャスト[注 22]）
- 真柴智 - 神澤直也
- 佐原みよこ - 杉尾優香
- 将也の母 - 矢野叶梨 / 近藤萌音（Wキャスト[注 22]）
- 竹内先生 - 塩田康平
- 喜多先生 - 向谷地愛
- 西宮いと - 入絵加奈子
- カンパニーキャスト - 植木達也、町田慎之介、池田航汰、東城由依、加藤梓、平葉月、緋宮寿、光由

### スタッフ
- 上演台本・作詞・演出 - 板垣恭一
- 作曲・音楽監督・演奏 - 桑原まこ